# Danh sách chương trình phát sóng của Đài Truyền hình Việt Nam
Dưới đây là danh sách chương trình truyền hình đã và đang được phát sóng của Đài Truyền hình Việt Nam, được chia theo kênh và trạng thái phát sóng. Danh sách này không bao gồm phim truyện truyền hình, chương trình của các kênh truyền hình cũ, đã ngừng phát sóng và chương trình của các kênh truyền hình khu vực của VTV. Mỗi chương trình được liệt kê một lần duy nhất trên một kênh, với ngoại lệ là chương trình phát song song trên nhiều kênh.

## VTV1

### Đang phát sóng
- 80 năm quốc hội Việt Nam
- Alo 114
- Ánh sáng tri thức[1]
- Bản tin cuối ngày
- Báo chí toàn cảnh
- Ca nhạc
- Cặp lá yêu thương[2]
- Câu chuyện quốc tế
- Câu chuyện văn hoá[3]
- Chào buổi sáng
- Chuyển động 24h
- Chuyến xe tử tế[4]
- Chống gian lận - Bảo vệ người dùng
- Công dân số
- Con đường âm nhạc
- Cùng em đến trường[5]
- Cuộc sống số (2)[6]
- Cùng em đến trường
- Dám sống
- Doanh nghiệp – Doanh nhân
- Du lịch Việt Nam (Vietnam Traveller)[7]
- Đi cùng chúng tôi
- Điểm tựa an sinh
- Đối diện
- Giai điệu kết nối[8]
- Giai điệu Việt Nam
- Giờ vàng thể thao[9]
- Góc nhìn văn hóa[ghi chú 1]
- Hải quan Việt Nam
- Hành trình di sản[10]
- Hành trình hy vọng
- Hành trình vẻ đẹp
- Hitech công nghệ tương lai[11]
- Hồ sơ Công tố - Kiểm sát
- Hộp thư truyền hình
- Khám phá Việt Nam
- Khám phá thế giới
- Khát vọng non sông
- Khát vọng phát triển[12]
- Không gian văn hóa nghệ thuật
- Khuyến học - hành trình tri thức
- Kỷ nguyên vươn mình
- Ký ức VTV
- Lao động và công đoàn
- Mạch nguồn bất tận
- Nẻo về nguồn cội[13]
- Nét đẹp dân gian[14]
- Net Zero[15]
- Nhà hát truyền hình
- Nhân đạo
- Nhật ký người Việt
- Nhịp cầu thương vụ
- Nhịp sống ô tô
- Nhớ Người
- Như chưa hề có cuộc chia ly - Wait for Me (Nga)
- Niềm tin công lý
- Nông nghiệp xanh
- Phát huy vai trò của mặt trận
- Phim ca nhạc
- Phim truyện
- Phụ nữ và cuộc sống
- Quốc hội với cử tri
- S – Việt Nam[16]
- Sắc màu các dân tộc
- Sống mới
- Sự kiện và bình luận
- Sự lựa chọn[ghi chú 2]
- Tài chính kinh doanh[17]
- Tạp chí kinh tế cuối tuần[18]
- Tạp chí dân tộc và phát triển[19]
- Tay hòm chìa khóa[20]
- Thanh niên
- Theo dấu chân Người
- Thế giới hôm nay[21]
- Thời sự 11h
- Thời sự 12h
- Thời sự 19h
- Tin bão khẩn cấp[22]
- Tin tức
- Thuế và đời sống
- Thương hiệu quốc gia Việt Nam
- Tiêu điểm kinh tế
- Toàn cảnh thế giới
- Tọa đàm
- Tổ quốc trong tim[23]
- Trái đất Xanh
- Trái tim cho em
- Trạm yêu thương[24]
- Truyền hình Công Thương
- Truyền hình Quân đội nhân dân[25]
- Tương lai xanh
- V – Việt Nam
- Văn hóa Công an nhân dân
- Văn hóa Quân đội nhân dân[25]
- Văn học nghệ thuật
- Vấn đề hôm nay (2)
- Vì an ninh tổ quốc
- Vì cộng đồng
- Vì một tương lai xanh
- Vì tầm vóc Việt (program show)
- Việc tử tế
- Việt Nam hôm nay[21]
- Việt Nam nguồn cội
- Việt Nam tỏa sáng
- Việt Nam vui khoẻ
- VTV Đặc biệt
- VTV Sống khỏe
- Vươn tầm doanh nghiệp Việt
- Xây dựng, chỉnh đốn Đảng

### Từng phát sóng
- 5 phút thể thao
- 7 ngày vui sống
- 22h30
- 24h công nghệ
- 24h sống xanh
- 60 phút mở
- 90 phút để hiểu
- 100 ngày chống dịch COVID-19
- 360 độ sạch
- 1–2–3 Việt Nam
- Alo sĩ tử
- An ninh
- An toàn giao thông
- An toàn lao động
- APEC Việt Nam 2006
- Ẩm thực đường phố
- Âm nhạc & cuộc sống
- Âm nhạc giao hưởng thính phòng
- Âm nhạc và đời sống
- Ấn tượng thể thao 7 ngày
- Bài hát còn mãi với tuổi thơ
- Bản lĩnh người Việt
- Bản sắc Việt Nam
- Bản tin 5 phút
- Bản tin An toàn giao thông
- Bản tin Bất động sản
- Bản tin đêm
- Bản tin nông nghiệp
- Bản tin tài chính
- Bản tin tài chính Tuần
- Bản tin thời tiết
- Bản tin tiếng Anh – News
- Bền bỉ hơn mỗi ngày [26]
- Bình luận thể thao
- Biển đảo quê hương
- Blog giao thông
- Ca cảnh
- Ca nhạc quốc tế
- Ca nhạc theo yêu cầu khán giả
- Camera công sở
- Các vấn đề xã hội
- Cải cách hành chính
- Cảm nhận Việt Nam
- Cảnh báo thiên tai
- Cà phê khởi nghiệp
- Cận cảnh
- Câu chuyện âm nhạc
- Câu chuyện dân số
- Câu chuyện văn hoá[27]
- Câu chuyện quốc tế
- Câu chuyện từ vùng dịch
- Câu lạc bộ Hài
- Câu lạc bộ người yêu thơ
- Câu lạc bộ thể dục thể thao
- Câu lạc bộ thơ
- Câu lạc bộ tuổi trẻ
- Câu lạc bộ nghệ thuật
- Câu lạc bộ Văn học nghệ thuật
- Cây cao bóng cả
- Cha mẹ thay đổi
- Chân dung văn nghệ sĩ
- Chân dung nghệ sỹ
- Chân dung Việt Nam
- Chia sẻ để gần nhau hơn
- Chiếc nôi và câu hát
- Chiến binh xanh
- Chiến dịch COVID-19
- Chiến dịch mùa xuân
- Chìa khoá thành công
- Chính sách - cuộc sống
- Chính sách kinh tế và cuộc sống
- Chống buôn lậu
- Chống buôn lậu, hàng giả - Bảo vệ người tiêu dùng
- Chơi với tôi Seasame – Play with Me Sesame
- Chuyên mục
- Chuyện cổ tích
- Chuyên mục cuối tuần
- Chuyên mục văn hóa
- Chuyến xe khởi nghiệp[28]
- Chuyện cổ tích bây giờ
- Chuyện công an xã
- Chuyện đô thị
- Chuyện đương thời
- Chuyện làng quê
- Chuyện ngày thường
- Chuyện nhà nông với nông nghiệp
- Chuyện xưa tích cũ
- Chuyển động 24h (cũ)
- Chứng khoán cuối tuần
- Chương trình Chiếu phim
- Chương trình thiếu nhi
- Chương trình tuyên truyền
- CKX[ghi chú 3]
- Coffee Time
- Con đường nông sản
- Con đường thuốc Việt
- Còn lại với thời gian
- Công đoàn
- Công nghệ và cuộc sống
- Công nghệ và đời sống
- Cổng làng tự truyện
- Cuộc chiến sinh tử
- Cuộc sống số (1)
- Cuộc sống thường ngày[29][30]
- Cuộc sống vẫn tiếp diễn
- Cùng lợi ích cộng đồng
- Cuộc thi truyền hình
- Cửa sổ ASEAN
- Cửa sổ văn học
- Dám sống
- Danh ngôn bốn phương
- Danh ngôn và cuộc sống
- Danh nhân đất Việt
- Dạy tiếng Việt lớp 1
- Dạy tiếng Việt lớp 2
- Dặm dài đất nước
- Dân ca nhạc cổ
- Dân ca Việt Nam
- Dân số
- Dân số – Vấn đề hôm nay
- Dân số và phát triển
- Dân tộc
- Dân tộc miền núi
- Dân tộc và phát triển
- Di sản văn hóa
- Diễn đàn
- Diễn đàn câc nhà báo
- Diễn đàn doanh nghiệp
- Diễn đàn nông thôn
- Diễn đàn sân khấu
- Diễn đàn văn hóa – xã hội
- Diễn đàn văn học nghệ thuật
- Diễn đàn văn nghệ
- Doanh nhân Việt Nam
- Dọc miền đất nước
- Dòng chảy phương Đông
- Dòng chảy tài chính[31]
- Doanh nghiệp với trách nhiệm xã hội
- Doanh nhân và hội nhập
- Du ca Việt
- Dự báo thời tiết
- Dự báo thời tiết nông vụ
- Đại đoàn kết
- Đại đoàn kết toàn dân tộc
- Đảng trong cuộc sống hôm nay
- Đèn giao thông
- Đến với bài thơ hay
- Đi tìm đồng đội
- Địa danh sự tích
- Điểm báo
- Điểm hẹn văn hóa
- Điểm tựa tương lai
- Độc bản Duo
- Đổi mới sáng tạo Việt Nam
- Đối thoại
- Đối thoại chính sách
- Đồng hành Cùng hòa nhịp để làm sạch biển
- Gặp gỡ Online
- Gia đình & xã hội
- Gia đình và trẻ em
- Giai điệu tháng
- Giai điệu tự hào - Достояние республики [ru]
- Giấc mơ Việt Nam
- Giờ cao điểm
- Giới thiệu tác phẩm mới
- Gương sáng quanh ta
- Gương sáng trong cuộc sống
- Hà Nội mùa xuân 79 (chương trình của đài Hà Nội)
- Hà Nội xưa và nay
- Hành trình 24h
- Hành trình di sản
- Hành trình khát vọng
- Hành trình theo nhật ký
- Hành trình trở về điểm hẹn
- Hành trình truyền cảm hứng
- Hành trình xanh
- Hào khí ngàn năm
- Hãy gặp họ đêm nay
- Hãy làm quen
- Hãy làm quen với nghệ sĩ
- Hòa nhạc thính phòng
- Học tập và làm theo tấm gương đạo đức Hồ Chí Minh
- Hồ sơ
- Hội nhập
- Hội nhập kinh tế quốc tế
- Hộp thư tổng hợp
- KCT[ghi chú 4][32]
- Kể chuyện với người
- Kể chuyện về Người
- Khám phá thế giới Computer[33]
- Khát vọng sống
- Khát vọng Việt Nam
- Khoảnh khắc
- Khoảnh khắc bị đánh cắp
- Khoảnh khắc cuối tuần
- Khoảnh khắc thường ngày
- Khoa học thường thức
- Khoa học vui
- Khoa học và cuộc sống
- Khoa học và đời sống
- Không gian nghệ thuật
- Không gian nghệ thuật trong tháng
- Không khoảng cách
- Không mũ
- Không thể lãng quên
- Khơi nguồn văn nghệ dân gian
- Khuyến công
- Khuyến nông
- Kinh doanh & pháp luật
- Kinh tế
- Kinh tế công nghiệp
- Kinh tế đối ngoại
- Kinh tế – Sản xuất tiêu dùng & thị trường
- Kỷ lục Guinness
- Ký sự - Hành trình người đi tìm lửa
- Ký sự những nẻo đường
- Ký sự nước Lào
- Ký sự sông Đà
- Ký sự Thăng Long
- Ký sự vùng cao
- Kỳ thú quanh ta
- Ký ức Việt Nam
- Làm giàu không khó
- Làm giàu không khó – Đường tới thành công
- Làm quen với nghệ sĩ
- Làm theo lời Bác
- Làng Việt
- Lao động việc làm
- Làng văn hóa
- Làng vui chơi, làng ca hát
- Lăng kính thông minh
- Lục Lạc Vàng
- Lửa thử vàng
- Lựa chọn cuối tuần
- Ma túy
- Ma túy SOS
- Made in Vietnam
- Mái ấm yêu thương
- Mênh mang tình đời
- Môi trường
- Một địa chỉ văn hóa
- Một phút có trong sự thật
- Mỗi ngày 1 cuốn sách[34]
- Mỗi tuần 1 chuyện
- Mỗi tháng một chuyến đi
- MV Yêu thích
- Năng lượng cho phát triển đất nước
- Ngày mai tươi sáng
- Ngôi sao thuốc Việt
- Người đương thời
- Người Hà Nội
- Người quê
- Người tốt việc tốt
- Người xây tổ ấm
- Nhà đất hôm nay
- Nhà nông đua tài
- Nhận diện
- Nhìn từ Hà Nội
- Nhìn ra thế giới
- Nhịp cầu nghề nghiệp
- Nhịp cầu thương vụ
- Nhịp sống đô thị
- Nhớ Người
- Những hòn bi lăn
- Những lâu đài cổ ở châu Âu
- Những bông hoa nhỏ
- Những chuyện không tin nhưng có thật
- Những chuyện lạ có thật trên thế giới
- Những đứa trẻ thông thái
- Những mảnh ghép của cuộc sống
- Những người thích đùa
- Những ước mơ xanh[35]
- Nói không với thực phẩm bẩn
- Non sông một dải (1975)
- Nông nghiệp 4.0
- Nông nghiệp mới
- Nông nghiệp sạch
- Nông nghiệp xanh – Thực phẩm sạch
- Nông thôn mới
- Nông thôn ngày nay
- Nơi huyền thoại bắt đầu
- Nước non ngàn dặm
- Ôn tập văn hóa
- Ôn thi đại học
- Pháp luật kinh doanh
- Phát triển vùng
- Phép màu cuộc sống
- Phía sau màn nhung
- Phim cuối tuần
- Phim cổ tích nước ngoài
- Phim tài liệu nước ngoài
- Phim thiếu nhi
- Phóng sự
- Phóng sự điều tra
- Phòng chống bạo lực
- Phụ nữ với cuộc sống
- Quán thanh xuân
- Quà tặng cuộc sống
- Quân đội
- Quân đội nhân dân
- Quốc gia khởi nghiệp[36]
- Quốc gia số[37]
- Sản xuất tiêu dùng
- Sáng tạo khởi nghiệp
- Sân khấu
- Sân khấu mọi miền
- Sân khấu thiếu nhi
- Sắc màu văn hóa dân tộc
- Siêu thủ lĩnh
- Sinh ra từ làng
- Sống chậm
- Studio 3
- Sức khỏe cộng đồng
- Sức khỏe là vàng
- Sức sống mới
- Sự kiện tuần tới
- Sự lựa chọn cho tương lai
- Sự việc và bình luận
- Sự việc - Ý kiến
- Tác giả tác phẩm
- Tác phẩm mới
- Tại sao Không?
- Tài chính tiêu dùng
- Tạp chí âm nhạc
- Tạp chí chứng khoán
- Tạp chí khoa học – xã hội – nhân văn
- Tạp chí kinh tế
- Tạp chí pháp luật
- Tạp chí phụ nữ
- Tạp chí sức khỏe
- Tạp chí thể thao
- Tạp chí thể thao châu Á
- Tạp chí thể thao Olympic
- Tạp chí thiếu nhi
- Tạp chí tiêu dùng
- Tạp chí văn hóa
- Tạp chí văn hóa xã hội
- Tạp chí bóng đá thế giới
- Tạp chí dân tộc và phát triển
- Tạp chí dân tộc miền núi
- Tạp văn
- Thanh niên lập nghiệp
- Thanh xuân tươi đẹp
- Thành phố vì hòa bình
- Thắp sáng tương lai
- Thăng Long nhân kiệt
- Thầy cô chúng ta đã thay đổi
- Theo chân Bác
- Theo dòng thời sự
- Thể dục buổi sáng
- Thể dục thể thao
- Thể thao
- Thế giới 7 ngày qua
- Thế giới 24h chuyển động
- Thế giới góc nhìn
- Thế giới góc nhìn
- Thế giới đó đây - Tilt 23 (USA)
- Thế giới động vật
- Thế giới kết nối
- Thế giới ngày nay
- Thế giới thể thao
- Thế giới trong mắt em
- Thế giới trong ngày
- Thế giới tuần qua
- Thể dục thể thao
- Thể thao cuối tuần
- Thị trường 24G
- Thiên nhiên hoang dã
- Thông điệp thời gian
- Thông điệp từ bác sĩ
- Thông điệp từ quá khứ
- Thông điệp xanh
- Thơ và những bản tình ca (1992)
- Thời sự học đường
- Thời tiết du lịch
- Thời tiết này đi đâu
- Thời tiết nông vụ
- Thư giãn – Just for Laughs?
- Thương mại
- Thưởng thức truyện ngắn
- Thượng lộ bình an
- Tiếng Anh hội nhập
- Tiếng nói nhân dân ta
- Tiếng nói phụ nữ
- Tiết kiệm điện
- Tiêu dùng 24h
- Tiêu dùng thông thái
- Tiêu điểm
- Tiêu điểm kinh tế trong nước
- Tiểu phẩm phòng chống tai nạn cho trẻ em
- Tiểu phẩm vui
- Tìm hiểu 60 năm nước CHXHCN Việt Nam
- Tìm hiều Luật phòng chống Ma tuý
- Tìm hiểu pháp luật
- Tìm hiểu tư tưởng, tấm gương đạo đức Hồ Chí Minh
- Tinh hoa nghề Việt
- Tin nhanh (18h)
- Tin quốc tế
- Tin thế giới
- Tin tức đêm
- Tin vắn
- Tỏa sáng nghị lực Việt
- To hơn – Cao hơn – xa hơn
- Tọa đàm nông nghiệp sạch
- Toàn cảnh quốc tế
- Tôi là nông dân
- Tôi yêu Việt Nam
- Tổng hợp thể thao trong nước & quốc tế
- Trang địa phương
- Trang thơ
- Trang thơ đất nước
- Tre xanh
- Trên đất nước anh em
- Trên mặt trận chống buôn lậu
- Trò chuyện âm nhạc
- Trở về từ ký ức
- Truyền hình an ninh
- Truyền hình Nhân đạo
- Tủ sách của chúng tôi
- Từ những miền quê
- Từ ý tưởng đến hiện thực
- Tự hào giai điệu Việt Nam
- Ước mơ Việt Nam
- Văn bản pháp luật
- Văn hóa ứng xử
- Văn hóa Việt
- Văn hóa xã hội
- Văn nghệ
- Văn nghệ mẫu giáo
- Văn nghệ thiếu nhi
- Văn nghệ với đời sống
- Văn nghệ Chủ nhật
- Vấn đề doanh nghiệp
- Vấn đề doanh nghiệp – doanh nhân
- Vấn đề hôm nay
- Về lại cứ địa xưa
- Vì bệnh nhân ung thư
- Vì chất lượng cuộc sống
- Vì người nghèo
- Vì tầm vóc Việt (1 - chương trình ngắn)[38]
- Vì trẻ em
- Vì bình yên cuộc sống
- Vì chất lượng cuộc sống
- Vì chất lượng dân số
- Vì sự tiến bộ phụ nữ
- Vì quyền lợi người tiêu dùng
- Vì sao lại thế
- Việc tử tế (1 - chương trình ngắn)
- Việt Nam dưới con mắt người nước ngoài
- Việt Nam tổ quốc ta
- Việt Nam và các chỉ số - VN&INDEX
- Việt Nam và thế giới
- Việt Nam vẻ đẹp tiềm ẩn
- VKT[ghi chú 5]
- VTV – Bài hát tôi yêu
- VTV Travel[39]
- VTV Trip – Du lịch cùng VTV
- Vừa chơi vừa học
- Vui cùng bé yêu
- Vững vàng Việt Nam
- Vượt qua đại dịch
- Xây dựng Đảng
- Xây dựng nông thôn mới
- Ý kiến nhân dân
- Y tế 24h

## VTV2

### Đang phát sóng
- 360 độ Nhật Bản
- 360 độ thể thao[40]
- Alo 114
- An ninh và Cuộc sống[41]
- An sinh xã hội[42]
- Bảo hiểm xã hội[43]
- Bạn của nhà nông[32]
- Bây giờ và ở đây[44]
- Biển đảo quê hương
- Câu chuyện sở hữu trí tuệ[45]
- Chân trời khoa học[46]
- Chất lượng cuộc sống[47]
- Chất Việt[48]
- Check in Việt Nam[49]
- Chìa khóa cuộc sống[50]
- Chuyển động 24h
- Chuyện trưa công sở[51]
- Công đoàn vì người lao động
- Công nghệ 360[52]
- Công nghệ kiến tạo[53]
- Cơ thể bạn nói gì?[54]
- Cuốn sách của tôi[55]
- Dòng chảy số
- Đánh thức cơ thể[56]
- Đèn giao thông[57]
- Đi tìm đồng đội[58]
- Đường tới nông trại[59]
- Giá mà biết trước[60] (2)
- Giao lưu – Toạ đàm[61]
- Giao lưu hằng tháng
- Giải mã cuộc sống[62]
- Giải mã văn hóa[63]
- Góc nhìn công thương[64]
- Hành trình sống khỏe[65]
- Hãy chia sẻ cùng chúng tôi[66]
- Hoa vui ca
- Khám phá thế giới[67]
- Khám phá Việt Nam
- Khát vọng sống[68]
- Khỏe đẹp cho ngày mới[69]
- Khỏe thật đơn giản[70]
- Khoa học – Giáo dục Quốc phòng[25]
- Không bao giờ là quá muộn[71]
- Kiến thức cộng đồng[72]
- Kiến thức khuyến công[64]
- Kinh doanh và pháp luật[73]
- Kinh tế số[74]
- Kinh tế xanh[75]
- Kỹ năng tham gia giao thông[76]
- Kỹ năng thoát hiểm[77]
- Ký sự[78]
- Lăng kính của con[79]
- Môi trường và cuộc sống[80]
- Năng lượng và cuộc sống[81]
- Năng suất chất lượng[82]
- Ngày về
- Nghiên cứu và ứng dụng
- Nhắn tìm đồng đội[25]
- Những mảng màu cuộc sống[83]
- Những mảnh ghép của cuộc sống[84]
- Nội thất không giới hạn[85]
- Nước non ngàn dặm[86]
- Phát triển bền vững[87]
- Phát triển kinh tế năng lượng[88]
- Phim truyện Việt Nam[ghi chú 6].
- Phim truyện nước ngoài[ghi chú 7].
- Phổ biến kiến thức[89]
- Phụ nữ là để yêu thương[90]
- Robocon
- Sách hay thay đổi cuộc đời[91]
- Sắc màu các dân tộc[92]
- Sống khỏe đời vui[93]
- Sống khỏe mỗi ngày[94]
- Sống vui[95]
- Thông báo – Ghi ơn
- Thời sự 19h[ghi chú 8]
- Trạm kế tiếp[96]
- Tuổi thơ diệu kỳ[97]
- Tư vấn tuyển sinh
- Từ nhà đến trường[98]
- Vì sức khỏe người Việt[99]
- VTV2 đặc biệt[100]
- Vui khỏe 24/7[101]
- Xem và nghĩ[102]

### Từng phát sóng
- 50 bài hát thiếu nhi hay nhất thế kỷ
- 7 ngày công nghệ[103]
- Âm nhạc phổ thông
- Âm nhạc diễn giải
- Bạn có biết
- Bạn nhà nông
- Bạn trẻ bốn phương
- Bảo hiểm tiền gửi
- Bếp Việt
- Bên con mỗi ngày
- Bốn mùa yêu thương
- Bảo vệ nụ cười Việt Nam
- Cái lý cái tình
- Cánh cửa mở rộng
- Cảm nhận Việt Nam
- Cẩm nang du lịch
- Câu chuyện cuối tuần
- Chất lượng quốc gia
- Chinh phục đỉnh Everest
- Chìa khóa số[104]
- Chuyến xe buýt kỳ thú
- Cho muôn đời sau
- Chúng tôi và các bạn trên Internet
- Chuẩn hóa đội ngũ giáo viên tiểu học
- Chuẩn hóa đội ngũ giáo viên mầm non
- Change life thay đổi cuộc sống
- Change life thay đổi cuộc sống phiên bản sống khỏe mỗi ngày
- Công nghệ đời sống
- Cuộc sống số
- Cuộc sống xanh
- Cùng bạn chữa bệnh
- Cùng nông dân bàn cách làm giàu
- Dạy ngoại ngữ trên truyền hình
- Dạy nghề qua Tivi
- Đèn đom đóm
- Dân tộc và Truyền thống
- Đẹp 24/7
- Đi đâu? Ăn gì?
- Đốc tờ 4.0
- Đồng tiền khôn
- Dân số và phát triển
- Điện lạnh dân dụng
- Động vật dưới con mắt trẻ thơ
- Game Enter
- Giao lưu âm thực Việt – Nhật
- Giá mà biết trước (1)
- Giấc mơ hoa
- Giờ gia đình
- Giờ ra chơi
- Gìn giữ cho muôn đời sau
- Giáo dục mầm non
- Giáo dục thiếu nhi
- Giáo dục công dân
- Hãy cùng khám phá
- Hành trình hy vọng
- Hành trình khỏe đẹp
- Hạnh phúc đến mọi nhà
- Hồ sơ xét xử[105]
- Hộp màu kỳ diệu
- Khám phá thế giới Computer
- Khám phá văn hóa tộc người
- Khéo tay hay làm
- Khảo cổ học
- Khi trẻ vào bếp
- Khỏe 24/7
- Khỏe và đẹp
- Khoa học xã hội – dân số
- Khoa học thường thức
- Khoa học thường thức dành cho thiếu nhi
- Khoa học – Xã hội – Nhân văn
- Kiến thức địa phương
- Kiốt âm nhạc
- Khảo cổ học
- Kỹ năng cuộc sống
- Làm bạn với con
- Lần đầu làm mẹ
- Lịch sử & Địa lý
- Lựa chọn thông thái
- Mùa vàng
- Muôn màu cuộc sống
- Mười vạn câu hỏi vì sao
- Năng lượng – Sự chuyển hóa kỳ diệu
- Nét đẹp của tự nhiên
- Nẻo về nguồn cội
- Nghĩ khác
- Nghĩ mở – nói thẳng
- Người nông dân hiện đại
- Nhà sáng chế – The New Inventors[106]
- Nhật Bản đồng hành
- Nhật Bản ngày nay – Channel Japan
- Nhịp cầu VTV2
- Những bông hoa nhỏ
- Những cuộc phiêu lưu của đá Tiên
- Những nhà vô địch trong thế giới hoang dã
- Những ý tưởng xanh
- Nông nghiệp xanh
- Nút bấm
- Nữ sinh & Tương lai
- Phổ biến kiến thức
- Pháp luật & Cuộc sống
- Quản trị doanh nghiệp
- Sổ tay nghệ thuật
- Sức khỏe và cuộc sống[107]
- Tuổi thơ diệu kỳ
- Theo dòng lịch sử[32]
- Tạp chí kinh tế thế giới
- Tạp chí kinh tế Việt Nam
- Tạp chí du lịch
- Tạp chí sử địa
- Tạp chí tự động hóa
- Thế giới động vật[32]
- Thời sự – Dành cho người khiếm thính
- Ước mơ Việt Nam
- Vào bếp khó gì
- Văn hóa ứng xử
- Vẻ đẹp Việt
- Vì cuộc sống
- Việt Nam – Đất nước – Con người
- Việt Nam xanh
- Vì sao lại thế
- Visa toàn cầu
- VTV Sports News
- VTV Trường học
- Vui cùng Tweenies
- Vui với toán học
- Xe và đời sống
- Xung kích
- Y học bốn phương
- Zoom vào cuộc sống
- Học đường không khói thuốc
- Trường học không ma túy[108]
- Trường học hạnh phúc
- Thử thách khoa học[109]

## VTV3

### Đang phát sóng
- Ai là triệu phú – Who Wants To Be a Millionaire & Millionaire Hot Seat[32]
- An toàn cho con
- Biệt đội siêu nhân nhí
- Bật mí bí mật [110]
- Bố ơi! Mình đi đâu thế? – Dad! Where Are We Going?
- Bộ ba tranh tài
- Ca nhạc
- Cà phê sáng
- Cả nhà cùng vui
- Cine 7 - Kí ức phim Việt (trừ ngày 16 đến 23/8/2025)
- Cha con vạn dặm
- Chiến sĩ quả cảm
- Chuyến xe âm nhạc
- Chuyện chàng - chuyện nàng
- Cùng con trưởng thành
- Du hành tuổi thơ
- Dự báo thời tiết
- Đẹp +84
- Điểm giờ[ghi chú 9]
- Điều nhỏ bé kỳ diệu
- Đường lên đỉnh Olympia
- Gia đình đẹp
- Gia đình Haha – Haha Farmer
- Gia đình vui vẻ
- Gió cuốn mây trôi
- Hạnh phúc là gì?
- Khách sạn 5 sao
- Không gian xanh
- Luật siêu dễ
- Một phút và cả cuộc đời
- Mỗi ngày một niềm vui
- Một vòng Việt Nam[111]
- Nét ẩm thực Việt
- Nét xanh trong kiến trúc nay[112]
- Nhà mình quá đỉnh
- Nhà nông vui vẻ
- Nhịp đập thể thao
- Phim truyện
- Phụ nữ là số 1
- Phụ nữ số
- Phút giây thư giãn
- Quà tặng cuộc sống
- Quân khu số 1
- S-RACE
- S – Việt Nam[16]
- Sống chậm
- Tạp chí thể thao thế giới
- Thể thao
- Thông tin 260
- Thời sự 19h
- Tin nhanh thể thao
- Vua tiếng Việt
- Vì bạn xứng đáng
- Vị quê
- Việt Nam đa sắc
- Vui – Khỏe – Có ích
- Vũ trụ đồng tiền - The Moneyverse
- V – Việt Nam[113]
- Vượt ngưỡng

### Từng phát sóng
- 100 triệu 1 phút – Million Dollar Minute

- 1–2–3 Việt Nam
- 1 không 2
- 5 vòng vàng kỳ ảo – 5 Gold Rings
- 6 ô cửa bí ẩn – 9 Windows[114]
- 7 nốt nhạc xanh
- 7 sắc cầu vồng
- 10 phút
- 10 vạn câu hỏi vì sao - 3000 Whys of Blue Cat (Trung Quốc)
- 12 cá tính lên đường xuyên Việt
- 24 hình/s
- 24h sống xanh
- 30 người 31 chân - 31 Legged Race [ja]
- 72 giờ: Thách thức sức bền
- 100 giây rực rỡ – All Together Now
- 360 độ thể thao
- Ai cũng có thể[115]
- Ai là ai? – Who is Who?
- Ai là bậc thầy chính hiệu – Who Is The Real Celebrity?
- Ai thông minh hơn học sinh lớp 5? – Are You Smarter than a 5th Grader?
- Ai thắng đây?
- Anh trai vượt ngàn chông gai[116] – Call Me by Fire
- Ánh sáng hay bóng tối – Heaven or Hell[117]
- Ảo thuật siêu phàm – Amazing Magicians
- Âm nhạc
- Âm nhạc thính phòng
- Âm nhạc và những người bạn (2003-2005)
- Âm nhạc Việt Nam những chặng đường
- Ẩm thực đường phố
- Ẩm thực kỳ thú
- Ấn tượng Việt Nam
- Ban nhạc Việt – The Band
- Bạn có biết
- Bạn có dũng cảm
- Bạn đã lớn
- Bàn thắng vàng – Golden Goal
- Bài ca không quên
- Bài hát đầu tiên – Big Ben Show
- Bài hát của chúng ta - Our Song Vietnam
- Bài hát hay nhất – Sing My Song
- Bài hát Việt
- Bài hát yêu thích
- Bản đồ ẩm thực Việt Nam
- Bản lĩnh nhóc tỳ
- Bản thiết kế cuộc sống
- Bản tin
- Bản tin thị trường
- Bay vào tương lai
- Bánh xe thời gian
- Bật mí bí mật
- Bé IQ thật giỏi
- Bếp Việt
- Biển đảo quê hương
- Bí kíp giữ thanh xuân
- Bí mật của tạo hóa
- Bí quyết của Eva
- Bình luận thể thao
- Biệt đội vui nhộn – G-Wars
- Biệt tài tí hon – Big Star's Little Star
- Bóng đá là số 1
- Bố ơi mẹ thích gì
- Bộ ba siêu đẳng
- Bộ tứ 10A8
- Bước nhảy hoàn vũ – Dancing with the Stars & VIP Dance
- Bước nhảy hoàn vũ nhí – Kids Dancing
- Bước nhảy ngàn cân – Dance Your Ass Off Vietnam
- Ca nhạc quốc tế - MTV
- Ca sĩ ẩn danh – Shadow Singer [ko]
- Ca sĩ tranh tài – The Singer Takes It All
- Cái lý cái tình
- Cà phê cùng quý ông
- Cà phê sáng cuối tuần[118]
- Cà phê sáng với VTV3[119]
- Cassette hoài niệm
- Cảm nhận Việt Nam
- Camera công sở – Caméra Café
- Cặp đôi hoàn hảo - Just the Two of Us
- Cặp đôi hoàn hảo: Trữ tình – Bolero – Duets do Time Symphony
- Cao thủ đối đầu tranh thủ
- Câu chuyện thể thao
- Câu chuyện từ những bài ca
- Câu lạc bộ bạn yêu nhạc
- Cầu thủ nhí – Fly Shoot Dori
- Cầu thủ tí hon – Fly Shoot Dori
- Cầu vồng đêm
- Cậu bé ngoài hành tinh
- Cây cao bóng cả
- Cha mẹ thay đổi
- Cháu ơi cháu à – Generation Gap
- Chắp cánh thương hiệu
- Chân ái
- Chân dung ấn tượng[120]
- Chân dung cuộc sống
- Chất lượng cuộc sống
- Chết cười – Anything Goes [fr]
- Chị đẹp đạp gió rẽ sóng (Chị đẹp đạp gió) – Sisters Who Make Waves (Ride The Wind)
- Chị em chúng mình – The Real
- Chiếc hộp bí ẩn
- Chiếc nón kỳ diệu – Wheel of Fortune
- Chiến sĩ 2020
- Chinh phục - Vietnam's Brainiest Kid – Brainiest Kid
- Chinh phục đỉnh cao – Popstar to Operastar
- Chinh phục ước mơ – Catching The Dream
- Chọn đâu cho đúng  – Crush [es]
- Chọn ngay đi – The Best of All [he]
- Chuyện đêm cuối tuần
- Chuyện đêm muộn
- Chuyện nhà sao
- Chuyện ông Đường
- Chuyện tối thứ 7
- Chúc bé ngủ ngon
- Chúc ngủ ngon
- Chúng ta là một gia đình
- Chúng tôi - chiến sĩ
- Chúng tôi là chiến sĩ[121][122]
- Chúng tôi nói về chúng tôi
- Chuẩn cơm mẹ nấu – My Mom Cooks Better Than Yours
- Chữ V diệu kỳ
- Chương trình tổng hợp
- Con biết tuốt – Out of Control[123]
- Con đã lớn khôn
- Con đã lớn khôn – Old Enough!
- Con đường âm nhạc
- Con nhà người ta
- Con yêu của mẹ
- Còn mãi với thời gian
- Có thể bạn chưa biết
- Có hẹn cùng thanh xuân[124]
- Cố lên con yêu – Bet on Your Baby
- Cơ hội cho ai - Whose Chance[125]
- Cùng em đến trường
- Cùng hát lên nào – Sing On!
- Cùng là dũng sĩ
- Cùng lợi ích cộng đồng
- Cùng nhau tỏa sáng
- Cuộc chiến mỹ vị – Please Take Care of My Refrigerator
- Cuộc chiến nuôi con
- Cuộc đua kỳ thú – The Amazing Race
- Cuộc hẹn cuối tuần
- Cuộc sống tươi đẹp
- Cuộc sống vẫn tiếp diễn
- Cuộc thi tìm hiểu về Hà Nội
- Cuộc thi truyền hình
- Cuối tuần tuyệt vời[126] - DoReMi Market (Amazing Saturday)
- Cuồng nhiệt cùng bóng đá
- Cửa sổ thủy tinh
- Cư dân thông thái
- Danh lam thắng cảnh
- Danh ngôn bốn phương
- Dành cho người hâm mộ
- Dạy thể thao trên truyền hình
- Dặm dài đất nước
- Dọc miền đất nước
- Dr.Tin
- Dù bạn ở đâu
- Dư địa chí truyền hình
- Dự án số 1 - The Debut
- Đảo thiên đường - Paradise Island
- Đã đến lúc hẹn hò
- Đại chiến âm nhạc
- Đại náo thành Takeshi – Takeshi's Castle[127]
- Đại náo thư viện chiến – Silent Library
- Đấu trí – PokerFace[128][129]
- Đấu trường 100 – Eén tegen 100 & 1 vs 100
- Đấu trường siêu việt – Domination [he]
- Đầu bếp thượng đỉnh - Top Chef Vietnam – Top Chef
- Đẹp Việt
- Đèn đom đóm
- Để bạn thật sự khỏe mạnh
- Đêm tiệc cùng sao – Hollywood Game Night
- Đi cùng ước mơ của tôi
- Điều ước thứ 7
- Điểm hẹn âm nhạc
- Điểm hẹn tài năng
- Điện ảnh chiều thứ bảy
- Điệp vụ tuyệt mật – Sabotage [nl]
- Đón mùa mới sang
- Đoán tuổi như ý – Guess My Age
- Đố ai hát được - Sing If You Can
- Đối đầu đỉnh cao
- Đối mặt – La Cible
- Đối thoại trẻ
- Đồng hành Bài hát Việt
- Đồng hành Lễ hội pháo hoa quốc tế Đà Nẵng
- Đồ Rê Mí
- Đờn ca tài tử
- Đứa trẻ thông minh nhất
- Đừng để tiền rơi – The Million Pound Drop
- Đường đến vinh quang[130]
- Đường tới cầu vồng
- Gà đẻ trứng vàng
- Gặp gỡ Đông Tây
- Gặp lại để cười
- Gặp nhau cuối tuần
- Gặp nhau và cười
- Gia đình đại chiến
- Gia đình vui nhộn – Home Improvement
- Giác quan thứ 6
- Giải trí với truyền hình
- Giai điệu chung đôi – Love at First Song [ko]
- Giao lưu âm nhạc
- Giao lưu gặp gỡ
- Giao lưu nghệ thuật
- Giao lưu tuổi trẻ
- Giải thưởng Chim Xanh
- Giây phút yêu thương
- Giọng hát Việt – The Voice
- Giọng hát Việt nhí – The Voice Kids
- Giờ thứ 9 (1999)[131]
- Giờ thứ 9[a]
- Giờ thứ 9+[132]
- Góc hài hước
- Góc phố muôn màu
- Góc thiếu nhi
- Góc thư giãn
- Gương mặt thân quen – Your Face Sounds Familiar
- Gương mặt thân quen nhí – Your Face Sounds Familiar Kids
- Gương mặt thương hiệu – The Face
- Hai trái tim vàng
- Hà Nội 36 phố phường
- Hành khách cuối cùng – The Last Passenger
- Hành trình 2468 km
- Hành trình âm nhạc – MTV School Attack
- Hành trình di sản
- Hành trình rực rỡ - Brilliant Journeys
- Hành trình Tuổi trẻ làm theo lời Bác
- Hành trình văn hóa[133]
- Hành lý tình yêu – Baggage [134]
- Hành trình hạnh phúc
- Hành trình thông minh
- Hát cùng siêu Chíp[135]
- Hát ca bềnh bồng
- Hào khí ngàn năm
- Hãy chọn giá đúng – The Price Is Right[32]
- Hãy yêu nhau đi
- Hẹn ngay đi – The Choice
- Học viện IQ
- Học viện mẹ chồng
- Hoán đổi - Switched
- Hòa âm Ánh sáng – The Remix
- Hôm nay ăn gì?
- Hoa vui ca
- Hội địa lý quốc gia
- Hộp thư âm nhạc
- Hợp ca tranh tài – Clash of the Choirs
- Kèo này ai thắng – Wetten, dass..?
- Khách của VTV3
- Khách sạn 5 sao
- Khai thác
- Khám phá thế giới
- Khát vọng mặt trời
- Khắc nhập khắc xuất[136]- Show Me The Money (Hà Lan)
- Khoa học vui[40]
- Khi đàn ông mang bầu - Man Birth
- Khi phụ nữ làm chủ
- Khoác áo mới cho tổ ấm
- Không gian đẹp
- Không giới hạn - Sasuke Việt Nam
- Không thể không đẹp
- Không thỏa hiệp – Divided
- Khoảnh khắc tình yêu - 로맨스 타임
- Khởi động cùng SEA Games[137]
- Khởi nghiệp – Dragons' Den[32][138]
- Khởi nghiệp công nghệ
- Khu dân cư rắc rối
- Khúc ca rực rỡ
- Kinh tế
- Kỹ năng sống
- Kỹ xảo điện ảnh
- Ký ức thể thao
- Ký ức thời gian
- Ký ức vui vẻ – The Generation Show [nl]
- Là nhà[139]
- Lạ lắm à nha – The Wall Song [th]
- Làm sao mới đẹp[140]
- Lá xanh
- Làng vui chơi - làng ca hát
- Lắng nghe con yêu
- Lăng kính thông minh
- Lấp lánh cùng Tide
- Lần đầu tiên trên màn ảnh VTV3
- Lên hình
- Liên hoan dân ca Việt Nam
- Liên hoan tiếng hát truyền hình toàn quốc
- Lựa chọn của trái tim – Sexy Beasts
- Lướt trên VTVGo
- Mái ấm
- Magazine Covid - Chuyện hay đánh bay COVID
- Mặt trời bé con – Little Big Shots
- Mặt trời tí hon
- Mầm xanh
- Me xanh
- Mẹ siêu nhân - Super Mom
- Món quà hôm nay
- Một điều ước
- Một địa chỉ văn hóa
- Một nửa hoàn mỹ
- Một phút có trong sự thật
- Một trăm ngọn núi[141]
- Mr và Miss (2013)
- MTV[142]
- MTV Asia Hitlist[143]
- MTV - Ca khúc mới
- MTV Miền nhiệt đới
- MTV - Những bài hát hay nhất trong tuần
- MTV theo chủ đề
- MTV theo yêu cầu
- Mua sắm thú vị
- Muôn màu Showbiz
- MV của tôi [144]
- MV Yêu thích
- Nào cùng phong cách
- Nấu nướng thật là vui
- Ngày xưa chill phết
- Nghe nhạc cùng tôi
- Nghệ sĩ của đường phố
- Nghệ sĩ tháng
- Ngọn lửa tài năng
- Ngộ nghĩnh tuổi thơ
- Ngôi làng vui vẻ
- Ngôi sao mơ ước
- Ngôi sao thiết kế Việt Nam – Fashion Star
- Ngôi sao Việt - VK Pop Super Star
- Người đi xuyên tường – Hole In The Wall
- Người đương thời
- Người mẫu Việt Nam - Vietnam's Next Top Model – Top Model
- Người một nhà
- Người phụ nữ hạnh phúc[145]
- Người trong cuộc
- Người xây tổ ấm[146]
- Người yêu tôi đỉnh nhất - My Boyfriend Is Better
- Nhà bẩn - nhà sạch? – How Clean Is Your House?
- Nhà cười
- Nhà đầu tư tài ba – Dollar and Sense [147]
- Nhà nông đua tài
- Nhà ta là nhất
- Nhà thiết kế thời trang Việt Nam – Project Runway
- Nhà vô địch – The Champion - 10 Fight 10
- Nhạc sĩ, ca khúc mới
- Nhật ký Vàng Anh – O Diário de Sofia
- Nhân tố bí ẩn – The X Factor
- Nhân vật và sự kiện
- Nhật ký trên khóa Sol
- Nhập gia tùy tục[148]
- Nhìn ra thế giới
- Nhịp đập 360 độ thể thao[149]
- Nhịp điệu trẻ
- Nhóm nhảy siêu Việt – America's Best Dance Crew
- Nhớ Người
- Những bài hát còn xanh
- Những chuyện lạ Việt Nam
- Những đứa trẻ tinh nghịch
- Những loài động vật trong tương lai
- Những miền đất lạ
- Những người bạn ngộ nghĩnh – Waku Waku Animal Land [ja]
- Những nốt nhạc xanh
- Những phóng viên vui nhộn
- Những sắc màu không gian
- Những siêu sao hành động
- Những tiểu phẩm hài
- Niềm hy vọng vàng
- Niềm tin cuộc sống
- Nốt nhạc tình yêu
- Nối vòng tay lớn
- Nữ sinh và tương lai
- Ô cửa bí mật – Let's Make a Deal
- Ô hay, gì thế này? – Trick & True
- Ông bố hoàn hảo
- Ở nhà chủ nhật
- Ơn giời cậu đây rồi – Thank God You're Here
- Phép màu sắc đẹp
- Phim tài liệu
- Phim truyện chiều cuối tuần (14:00)
- Phim truyện theo yêu cầu
- Phong cách sống
- Phóng sự tài liệu
- Phóng sự thể thao
- Phụ nữ thế kỷ 21[150]
- Phụ nữ Việt Nam
- Popcorn TV
- Quán âm nhạc
- Quán quen chính gốc
- Quà tặng âm nhạc
- Quả cầu bí ẩn – Boom![151]
- Quả chuông vàng
- Quân khu số 1
- Quyền lực ghế nóng
- Quý ông đại chiến – Man O Man
- Revive Marathon xuyên Việt
- Robocon
- Rubic 8[152]
- Rung chuông vàng - Golden Bell Challenge
- Rung tiếng chuông vàng
- Sao phải cười
- Sao đại chiến – Celebrity Battle
- Sao mai điểm hẹn
- Sao nhập ngũ
- Sáng tạo Việt
- Sang trọng Việt Nam
- Sao phải nói thật
- Sao phải xoắn
- Sàn chiến giọng hát – Singer Auction [th]
- Sáng bừng sức sống
- Sân khấu
- Sản xuất tiêu dùng
- Sắc màu âm nhạc
- Sắc màu cuộc sống
- Sắc màu Nhật Bản
- Sắc màu phái đẹp
- Sắc màu Showbiz Việt
- Sắc màu thời đại
- Sắc màu thời gian - The Cover Show
- Sắc màu văn hoá dân tộc
- Sắc màu VTV Cup Ferroli 2023
- Săn nhà triệu đô[153]
- Sếp nhí khởi nghiệp - Kiddie Shark – Dragons' Den
- Siêu đầu bếp – Iron Chef
- Siêu mẫu Việt Nam
- Siêu nhân mẹ - Super Mom
- Siêu sao ẩm thực – Crazy Market
- Siêu sao Giải ngoại hạng
- Sinh ra để tỏa sáng – Born To Shine
- Sinh viên thế hệ mới
- Song ca cùng thần tượng
- Song đấu – Versus
- Sóng nước phương Nam[154]
- Sống đẹp
- Sống khỏe mỗi ngày
- Sống ở mỏ
- Suối nguồn yêu thương
- Sức sống mới - Cho phụ nữ
- Sức sống Việt
- Sự thay đổi kỳ diệu
- Sức sống mới – Cho phụ nữ
- SV – KVN[155]
- Tài năng SV
- Tạp chí MTV
- Tam sao thất bản - Magical Brain Power/マジカル頭脳パワー!!
- Tạp chí thể thao
- Tác giả tác phẩm
- Tác phẩm & dư luận
- Tạp chí văn hóa thể thao quốc tế
- Tết sum vầy
- Tỏa sóng đam mê Aquabike
- Thần tượng âm nhạc nhí - Vietnam Idol Kids
- Thần tượng âm nhạc Việt Nam - Vietnam Idol
- Thần tượng Bolero – Nation Best Voice
- Thần tượng đối thần tượng - The Heroes
- Thế giới âm nhạc
- Thế giới hoang dã
- Thế giới hôm nay
- Thế giới Rap - King of Rap – Show Me The Money[156] (Hàn Quốc)
- Thế giới thể thao
- Thế giới trong ngày
- Thế giới ước mơ
- Thế kỷ âm nhạc
- Thể dục buổi sáng
- Thể thao cập nhật
- Thể thao
- Thể thao cập nhật
- Thể thao chủ nhật
- Thể thao tuần qua
- Thiên đường tuổi thơ
- Thiên thần nhí
- Thiên thần nhỏ
- Thiếu niên nói – Teenager Said
- Thiếu niên toàn năng
- Thiếu niên tỏa sáng
- Thông tin 260
- Thông tin âm nhạc
- Thời tiết này đi đâu
- Thời trang và cuộc sống
- Thời trang và đam mê
- Thời gian ơi, kể chuyện
- Thuế và đời sống
- Thủ lĩnh sống xanh
- Thử tài món ngon
- Thư giãn cuối tuần
- Thử thách đường phố – Street Fight
- Thử thách nhân đôi – Double Dare
- Thử thách trốn thoát – Great Escape
- Thương vụ bạc tỷ - Shark Tank
- Tiền khéo tiền khôn[157]
- Tiểu phẩm hài
- Tìm hiểu chính sách pháp luật
- Tìm hiểu chứng khoán
- Tìm hiểu HIV-AIDS
- Tìm kiếm Siêu đầu bếp - The Next Iron Chef Vietnam
- Tìm kiếm tài năng trẻ bóng đá Việt Nam[158]
- Tìm kiếm tài năng châu Á - Asia's Got Talent[159]
- Tìm kiếm tài năng Việt Nam - Vietnam's Got Talent
- Tìm lại một quá khứ
- Tin thế giới
- Tin tức
- Tình yêu của tôi[160]
- Tiếp sức – For the Rest of Your Life
- Toà tuyên án
- Tối chủ nhật vui vẻ
- Tôi 16 tuổi
- Tôi yêu cuộc sống - I Love My Life
- Tôi yêu thể thao – A Question of Sport
- Tôi yêu Việt Nam
- Trái tim cho em
- Trạng nguyên nhí[161] [b]
- Tranh tài thể thao – Golden Goal
- Tranh tài đoán ý
- Tre xanh
- Trẻ em luôn đúng – The Kids Are All Right
- Trên từng cây số
- Trí lực sánh đôi – Body and Brain [it]
- Trí tuệ Việt Nam
- Trò chơi âm nhạc – The Lyrics Board & Don't Forget the Lyrics![32]
- Trò chơi điện ảnh - 24 hình/s – The Movie Game (Thailand)[162]
- Trò chơi liên tỉnh – Intervilles
- Trò chơi trời cho – Red or Black?
- Trời sinh một cặp – It Takes 2 [nl]
- Tuổi đời mênh mông
- Từ ánh mắt đến trái tim
- Từ sản xuất đến tiêu dùng
- Tường lửa – The Wall
- Tỷ lệ may mắn
- Úm ba la: Chuyện của Tấm
- Ước mơ của tôi – The Apprentice[163]
- Ước mơ Olympic Tokyo
- V - Việt Nam
- Vào bếp cùng người nổi tiếng
- Vào bếp cùng phái mạnh
- Vào bếp là chuyện nhỏ
- Văn hóa - Sự kiện & Nhân vật
- Văn hóa thể thao Công an nhân dân
- Văn hóa thể thao Quân đội nhân dân
- Văn học nghệ thuật
- Văn nghệ Chủ Nhật[164]
- Văn hóa nghệ thuật Nhật Bản
- Văn nghệ cuối tuần
- Văn nghệ Quân đội
- Vân tay
- Vẻ đẹp cuộc sống
- Vẻ đẹp phụ nữ Á Đông
- Về âm nhạc - Có thể bạn đã biết
- Về nghe gió hát
- Về quê
- Vitamin chống Covid
- Vì an ninh tổ quốc
- Vì bạn xứng đáng – You Deserve It
- Vì một tương lai xanh
- Vì sức khỏe và hạnh phúc của bạn
- Vì sức khỏe sinh sản vị thành niên
- Với khán giả VTV3
- Việc nhỏ mỗi ngày
- Việt Nam của tôi - I Love My Country [165]
- Việt Nam trong tim tôi
- VTV - Bài hát tôi yêu
- VTV - Những giai điệu đẹp
- VTV Travel - Du lịch cùng VTV
- Vũ trụ đồng tiền - The Moneyverse
- Vua đầu bếp – MasterChef
- Vua đầu bếp nhí – Junior MasterChef Vietnam
- Vua hài đất Việt
- Vui 4 phương Cười 8 hướng
- Vui sống mỗi ngày
- Vũ điệu đam mê – Got to Dance
- Vườn cổ tích
- Vườn ươm mơ ước
- Vượt thành chiến – Block Out
- Vương miện thần kỳ – The Truth Detetor
- Xả xì chét
- Xiếc quốc tế
- Xin chào hạnh phúc
- Xuân Hạ Thu Đông, rồi lại Xuân - Begin Again
- Xúc tiến thương mại trong nước
- Yo! Cùng ước mơ xanh

## VTV4

### Đang phát sóng
- Chào tiếng Việt[166]
- Cuộc sống vẫn tươi đẹp[167]
- Cửa sổ ASEAN
- Daily Biz[168]
- Dân tộc và phát triển[19]
- Du lịch và ẩm thực[169]
- Đi để trở về
- Điểm hẹn năm châu[170]
- Góc nhìn[171]
- Just so Vietnam[172]
- Kết nối thể thao tuần
- Ký sự[173]
- Người Việt bốn phương[174]
- Những người con tổ quốc[175]
- Nhịp đập Việt Nam[176]
- Núi sông bờ cõi[177]
- Phim cuối tuần [ghi chú 10]
- Phim tài liệu
- Phim truyện [ghi chú 11]
- Phóng sự
- Sân khấu
- Sức sống thể thao[178]
- Talk Vietnam
- Tạp chí tiếng Nhật – Japan Link (ジャパン リンク)[179]
- Thế giới góc nhìn
- Thế giới tuổi thơ
- Thời sự[ghi chú 12]
- Thời tiết du lịch
- Tiểu phẩm hài
- Tinh hoa võ thuật
- Today's Headlines
- Trái tim cho em
- Tường thuật
- Từ những miền quê[180]
- Vietnam A–Z
- When in Vietnam
- Xin chào Việt Nam

### Từng phát sóng
- 60 phút tiếng Anh
- Biz Việt Nam
- Bizline
- Chào Việt Nam
- Chân dung cuộc sống
- Con đường tri thức
- Con lạc cháu hồng
- Culture Mosaic
- Diễn đàn Việt
- Dọc ngang đất nước
- Điểm báo Việt Nam
- Gặp gỡ cuối tuần
- Gặp gỡ hàng ngày
- Gặp gỡ khán giả VTV4
- Giai điệu cuộc sống
- Giai điệu quê hương
- Hà Nội của chúng ta
- Hàn thử biểu
- Hồ sơ sức khỏe
- Insight into Vietnam
- Kết nối cộng đồng
- Kiều hối Việt
- Món ngon nhớ lâu
- Nhật ký người Việt
- Ngôi sao võ thuật Việt Nam
- Nhìn từ Hà Nội
- Nhớ Người
- Qua miền đất nước
- Sắc màu văn hóa dân tộc
- Thắp sáng tương lai
- Theo dòng lịch sử
- Thế giới trẻ
- Thể thao tổng hợp
- Toàn cảnh kinh tế Việt Nam
- Văn hóa Việt
- Văn hóa và hội nhập
- Week in Review

## VTV5

### Đang phát sóng
- An sinh xã hội
- An toàn giao thông
- Bản tin thể thao
- Bản tin thị trường
- Bạn của nhà nông
- Cận cảnh thể thao
- Chào tuần mới
- Chuyên mục văn hóa
- Chuyện từ chính sách
- Chương trình tiếng Mông[ghi chú 13]
- Chương trình tiếng Ba Na
- Chương trình tiếng Dao[ghi chú 14]
- Chương trình tiếng Êđê
- Chương trình tiếng Thái[ghi chú 15]
- Chương trình tiếng Tày[ghi chú 16]
- Chương trình tiếng Mường[ghi chú 17]
- Chương trình tiếng Cao Lan[ghi chú 18]
- Chương trình tiếng Ba Na
- Chương trình tiếng JRai
- Chương trình tiếng Sán Chí[ghi chú 19]
- Chương trình tiếng Bru – Vân Kiều[ghi chú 20]
- Chương trình tiếng H'mông
- Chương trình tiếng Hoa[ghi chú 21]
- Cuộc hẹn cuối tuần (phát lại từ VTV3)
- Dân tộc và phát triển
- Danh ngôn và cuộc sống
- Dự báo thời tiết
- Hành trình cuộc sống
- Hành trình đất Việt
- Hành trình những đôi chân
- Khám phá thế giới
- Ký sự
- Nhật ký trên khóa Sol
- Nhìn ra thế giới
- Nhịp sống hôm nay
- Nhịp sống VTV5
- Những đứa con của làng bản
- Những mảnh ghép của cuộc sống
- Những người con của bản làng
- Phim Sitcom
- Phim tài liệu
- Phim truyện
- Phóng sự
- Quà tặng cuộc sống
- Sống khoẻ mỗi ngày[113]
- Thể thao
- Thông tin chính sách & pháp luật
- Thời sự 19h[ghi chú 22]
- Thời sự VTV5
- Tiếng hát trong trái tim đồng bào[181]
- Tiểu phẩm hài
- Tọa đàm
- V - Việt Nam
- Văn hóa sức mạnh nội sinh
- Vì môi trường bền vững
- VTV5 kết nối
- Vùng cao du ký

### Từng phát sóng
- Bản tin dân tộc
- Chương trình tiếng S'tiêng
- Chương trình tiếng K'ho
- Chương trình tiếng Chăm
- Chương trình tiếng Khmer
- Chương trình tiếng Xơ-đăng
- Chương trình tiếng Raglai
- Cash Cab – Xe kỳ thú
- Cho ngày hoàn hảo
- Cổng làng tự truyện
- Đồng hành cùng người lao động
- Gia đình vàng
- Kiến thức khuyến công
- Ký sự dân tộc
- Kỳ nhân trên xứ sương mù
- Miền Tây những điểm đến
- Người nông dân hiện đại
- Nông nghiệp xanh Tây Nguyên
- Phát triển thủy sản bền vững
- Phụ nữ Việt
- Sắc màu văn hóa dân tộc
- Sổ tay nội trợ
- Tạp chí dân tộc
- Việt Nam đất nước con người
- Xung kích

## VTV5 Tây Nam Bộ

### Đang phát sóng
- An sinh xã hội
- Bản tin kinh tế – thị trường
- Bản tin thể thao
- Bạn của nhà nông
- Biển và đảo miền Nam
- Cho ngày hoàn hảo
- Chào tuần mới
- Chương trình tiếng Khmer – កម្មវិធីភាសាខ្មែរ (Kâmmvĭthi Phéasa Khmêr)
- Dạ khúc Bolero
- Dân tộc và phát triển
- Dự báo thời tiết
- Hành trình cuộc sống
- Nhà nông cần biết
- Những mảnh ghép cuộc sống
- Góc thư giãn
- Khám phá thế giới
- Khoảng trời tuổi thơ
- Ký sự
- Phim tài liệu
- Phim truyện
- Phóng sự
- VTV5 Tây Nam Bộ kết nối
- Sống khỏe mỗi ngày
- Thông tin nông nghiệp
- Thời sự VTV5 Tây Nam Bộ[ghi chú 23]
- Tin tức phương Nam
- Tọa đàm
- Văn bản mới  – Chính sách mới
- Ý kiến Chuyên gia – Sức khỏe

### Từng phát sóng
- Danh ngôn và cuộc sống
- Người nông dân hiện đại
- Nhịp sống VTV5 Tây Nam Bộ
- Kinh tế thị trường
- Kết nối miền Tây
- Ký ức miền Tây
- Quốc phòng toàn dân Quân khu 9
- Sản vật phương Nam
- Sống khỏe mỗi ngày
- Sống với thiên nhiên
- Tiếng hát trong trái tim đồng bào
- Vì nền nông nghiệp bền vững
- Việt Nam đất và người

## VTV5 Tây Nguyên

### Đang phát sóng
- An sinh xã hội
- Bạn của nhà nông
- Cash Cab – Xe kỳ thú
- Cho ngày hoàn hảo
- Chính sách và cuộc sống
- Chuyện nghề
- Chuyện từ chính sách
- Chào tuần mới
- Chương trình tiếng dân tộc
- Dân tộc và phát triển
- Danh ngôn và cuộc sống
- Dự báo thời tiết
- Khám phá thế giới
- Khoảng trời tuổi thơ
- Kiến thức & cuộc sống
- Ký sự
- Nẻo về nguồn cội
- Nhịp sống VTV5
- Nông nghiệp xanh Tây Nguyên
- Phim tài liệu
- Phim truyện
- Phóng sự
- Sống khỏe 360
- Sống khỏe mỗi ngày
- Thời sự VTV5 Tây Nguyên
- Tọa đàm
- Trang văn hóa
- V – Việt Nam
- VTV5 Tây Nguyên kết nối
- Vì nông nghiệp xanh Tây Nguyên

### Từng phát sóng
- Gia đình vàng
- Giãi mã Việt Nam
- Góc nhìn cuộc sống
- Hành trình cuộc sống
- Kiến thức khuyến công
- Mảnh ghép cuộc sống
- Người nông dân hiện đại
- Phát triển thủy sản bền vững
- Phim hoạt hình
- Phong tục Việt
- Phụ nữ Việt
- Sổ tay nội trợ
- Thanh âm Việt

## VTV7

### Đang phát sóng
- Trường teen (dự kiến phát sóng)

### Từng phát sóng
- 1 2 3 ta cùng đếm
- 5 ngôn ngữ ký hiệu
- 8 IELTS[182]
- 10 phút khoa học
- 10 phút sinh thái
- ABC vui từng giờ
- An toàn trên mạng
- Alo English
- Alo sĩ tử
- Bản tin giáo dục
- Bài học làm người
- Bong bóng và 7 câu hỏi địa lý
- Bộ đôi vui nhộn
- Biệt đội Bichilli
- Cha mẹ thay đổi
- Chôm chôm và những người bạn
- Chuyện kể của những chú cừu
- Cùng lăn vào bếp
- Cùng nhau ta vận động
- Con đường nghề nghiệp
- Cơ thể tớ là của tớ
- Cùng tỏa sáng
- Cùng học toán lớp 10
- Cuốn sách của em
- Cuốn sách của tôi
- Dạy học trên truyền hình (Lớp 6)
- Đổi mới sáng tạo
- Crack 'em up
- Đường đến trường
- EDU Talk
- Em yêu Việt Nam
- Em vẽ trường học hạnh phúc
- Giai điệu cuộc sống
- Gõ cửa nghề nghiệp
- Hòa ca
- Heo đất
- Hè vui khỏe
- Hiệu trưởng thay đổi
- Học cùng con
- Học lịch sử thật tuyệt
- Học mà chơi – chơi mà học
- Hôm nay chơi gì
- Jumping with TOEIC
- Kết nối nhà trường và doanh nghiệp
- Khám phá Hồng Kông: Những nhà thám hiểm nhí
- Khám phá khoa học – Những thí nghiệm khổng lồ (Discover Science)
- Khám phá tự nhiên
- Lăng kính tự nhiên
- Lớn lên em muốn làm gì
- Là la lá
- Math Dorm
- Mẹ ơi tại sao
- Người truyền cảm hứng
- Những điệp viên nhí siêu hạng
- Những ngôi trường mơ ước
- Những người bạn cầu vồng
- Ngày xưa cổ tích
- Ô cửa khoa học
- Player Select
- Phóng viên cấp 1
- Sáng tạo 102
- Siêu tính nhẩm
- Sing to learn
- Super Junior
- Thầy cô chúng ta đã thay đổi
- The Debaters
- Thế giới diệu kỳ
- Thế giới quanh ta
- Thử thách khoa học
- Toán học diệu kỳ
- Tiến về phía trước
- Trên đường đổi mới
- Trường học mở A0
- Trường Teen
- Ú òa
- Word on the street – Tiếng Anh thường ngày
- Văn vui vẻ
- Xưởng thiết kế mộng mơ
- Xứ sở cầu vồng
- Những người bạn diệu kỳ
- Lớp học cầu vồng[183]
- Kids speaking English
- Học vẽ cùng Ếch Cốm
- Thế giới động vật
- Stream toán học
- Mẹ kể bé nghe – Những câu chuyện nuôi dưỡng tâm hồn
- Nhớ nhớ quên quên
- Magic Phonics
- Lớn cùng con
- Chuyến xe hạt vừng[184]
- Học thông qua chơi
- Thức dậy cùng VTV7
- Kỹ năng an toàn cho bé
- Học đường không khói thuốc
- Chung tay
- Chuyện học trò
- 5 ký hiệu ngôn ngữ mỗi ngày
- 5 từ mới tiếng Anh mỗi ngày
- Chinh phục tương lai
- Chuyện trường tôi
- Ở nhà mùa dịch
- Jumping with TOEIC
- Không thì thầm
- Đẹp hơn mỗi ngày
- English for a Minute
- Follow us
- Hành trình làm mẹ
- Học tiếng Anh qua bài hát
- Kids Vocab
- Một vòng Tiếng Việt
- Cùng nói tiếng Hàn
- Bay lên những ước mơ
- Tiếng Anh lớp 1 vui
- Tiếng Anh lớp 2 vui
- Toán lớp 1
- Toán lớp 2
- Dạy tiếng Việt lớp 1
- Dạy tiếng Việt lớp 2
- Cùng con khôn lớn
- IELTS Face – Off
- Baby on the way
- Chinh phục kỳ thi Đánh giá tư duy
- Sơ đồ tư duy Việt Nam
- Phim hoạt hình
- Phim khai thác
- Phim khoa học
- Ca nhạc thiếu nhi

## VTV8

### Đang phát sóng
- Alo đô thị
- Bác sĩ của bạn
- Bác sĩ tư vấn
- Bảo vệ rừng
- Bất động sản an toàn
- Bếp nhà
- Bước chân khám phá
- Camera 8
- Cà phê Tám
- Cash Cab - Xe kỳ thú
- Chém gió – Gió chém
- Chiến thắng Internet - Beat the Internet
- Công dân và pháp luật
- Doanh nghiệp và tiêu dùng
- Dự báo thời tiết
- Đại biểu với cử tri
- Đi để đến
- Đồng tiền thông minh
- Giao thông an toàn
- Góc nhỏ thanh xuân
- Kết nối để bứt phá
- Khám phá thế giới
- Kinh tế đầu tư
- Kỹ năng thoát hiểm
- Lời trái tim
- Mặt trận 389
- Muôn màu cuộc sống
- Năng lượng xanh
- Nóng cùng V8
- Nông nghiệp thông minh
- Online 24h
- Phát hiện và điều tra
- Phía sau tay lái
- Phóng sự
- Phố tài chính
- Quà tăng cuộc sống
- Sống có chất (2)
- Sống khỏe [185]
- Sống xanh
- Sự sống diệu kỳ
- Tám cùng bạn
- Tây Nguyên hôm nay
- Thời sự VTV8
- Thời tiết biển
- Tinh Ting Tinh (sắp phát sóng)
- Tình ca bất hủ
- Tọa đàm
- Trên những cung đường
- Tuyệt chiêu sống khỏe
- Tư vấn tiêu dùng
- Xe và gia đình
- Ý Đảng lòng dân

### Từng phát sóng
- 365biz
- 1001 chuyện hôn nhân
- Alo 888
- Atlas Miền Trung
- Ấm áp cơm nhà
- Ẩm thực hình chữ S
- Bàn tròn cảnh giác
- Bạn muốn hẹn hò
- Bộ ba hoàn hảo
- Bốn phương tám hướng
- Camera V8'
- Cẩm nang làm đẹp
- Câu lạc bộ bỉm sữa
- Chào ngày mới
- Chào ngày mới Miền Trung – Tây Nguyên
- Chất lượng cuộc sống
- Chiếc mũ sao vàng bên khung cửa
- Chuyện làng
- Chuyến xe buýt kỳ thú
- Chuyện biển chuyện người
- Chương trình khai thác
- Con đường di sản
- Công lý mở
- Cuộc sống hôm nay
- Cùng ngư dân vươn khơi
- Cười mười thang thuốc bổ
- Dân số & Phát triển
- Đẳng cấp quý cô
- Đằng sau những cung đường
- Đầu tư 24/7
- Điện ảnh chiều thứ bảy
- Điện ảnh cuối tuần
- Đối thoại
- Đối thoại chính sách
- Gặp gỡ cuối tuần
- Gặp nhau trên đỉnh Trường Sơn
- Gia đình hoà thuận
- Gia đình siêu nhân
- Giao lộ thời gian
- Giờ chơi đến rồi
- Giờ gia đình
- Góc bếp quê nhà
- Góc khuất hôn nhân
- Góc nhỏ phố thị
- Hành trình khám phá
- Hộp thư truyền hình
- Hương rừng
- Kết nối miền Trung
- Kết nối thị trường lao động
- Khám phá Việt Nam
- Khỏe đẹp mỗi ngày
- Khỏe vui
- Kinh tế đầu tư 24/7
- Kinh tế đô thị miền Trung
- Kinh tế thị trường
- Kinh tế xã hội Miền Trung
- Kỳ bí miền Trung
- Lối ra
- Miền Trung – Tây Nguyên 24/7
- Món ngon mỗi ngày
- Mỹ nhân hành động
- Nâng cánh ước mơ
- Nẻo về nguồn cội
- Nét đẹp cuộc sống
- Ngày mới tươi đẹp
- Ngôi nhà tôi yêu
- Người nông dân hiện đại
- Nhịp sóng
- Nhịp sống miền Trung
- Nhìn thẳng
- Nóng cùng V8
- Nói không với thực phẩm bẩn
- Ô kìa ông chủ
- Phiếu bé ngoan
- Phong cách và cuộc sống
- Quyến rũ Việt Nam
- Sân khấu
- Sắc màu các dân tộc
- Showbiz 24H
- Sống có chất
- Tám lạng nửa cân
- Tâm sáng vươn xa
- Tạp chí cuộc sống
- Thăm nhà người nổi
- Thần nông vi hành
- Theo dòng thời sự
- Thế giới 24h
- Thế giới 7 ngày
- Thế giới tuần qua
- Thoát khỏi cạm bẫy
- Thông điệp y tế – Sức khỏe
- Thời tiết du lịch
- Thư về miền Trung
- Tin nóng COVID-19
- Tin sáng VTV8
- Tin cuối ngày
- Tin tức
- Tìm kiếm tài năng âm nhạc Miền Trung
- Tinh hoa nghề Việt
- Tôi chọn Việt Nam
- Tôi có thể - I Can Do That
- Tôi là nông dân
- Trăm năm trồng người
- Trường Sơn Đông gọi Trường Sơn Tây
- Tự hào miền Trung
- Từ những miền quê
- Tứ phương tám hướng
- Tư vấn sức khỏe
- Vitamin cười
- Vì an ninh tổ quốc
- Vì an toàn sức khỏe
- Việt Nam chiến thắng
- Vì hạnh phúc cộng đồng
- Vợ chồng son
- VTV8 Special
- Vụ án ngay bên bạn
- Vươn khơi bám biển
- Xóm nợ
- Xóm trọ độc nhất vô nhị
- Xung kích

## VTV9

### Đang phát sóng
- 360 độ khỏe đẹp
- Bác sĩ của mọi nhà (2)
- Bạn hỏi thầy thuốc trả lời [186]
- Bí mật thế kỷ
- Ca nhạc
- Canh tác thông minh
- Cơm ấm nhà mình
- Chạm cảm xúc
- Chuyện nước Mỹ
- Chữa bệnh cùng chuyên gia[187]
- Cùng xem - cùng nghĩ
- Đấu trường ẩm thực
- Đời nghệ sỹ
- Đi Việt Nam đi
- Đường dây nóng VTV9
- Giải đố đường phố - You Quiz On The Block
- Hành trình Net Zero[188]
- Kính đa chiều [189]
- Kỷ niệm thanh xuân
- Làng cười cười cả làng [190]
- Lớp học hoàn mỹ
- Mảnh ghép hoàn hảo
- Năng động phương Nam
- Phim truyện
- Phương Nam hôm nay
- Rong ruổi phương Nam
- Sàn đấu ngôi sao
- Sáng phương Nam
- Sống tử tế
- Tám công sở
- Thành phố ấm áp tình người
- Thị trường 360 độ
- Tiêu & dùng
- Tiêu dùng hàng Việt [191]
- Toàn cảnh 24h
- Tỏ tình hoàn mỹ - Perfect Dating
- Trang địa phương
- V-Talk
- VTV9 - Giao thoa văn hóa hội tụ
- Việt Nam - 365 ngày thú vị
- Việt Nam Logistics

### Từng phát sóng
- 2 idol
- 4 mùa yêu thương
- 5 phút sống khoẻ
- 7 ngày chứng khoán
- 7 ngày thể thao
- 7 ngày vui sống
- 8 lạng nửa cân
- 8 xi nê
- 9 phút giao thông
- 9 phút tiêu dùng
- 9 tin
- 9 tin – Tin nhanh
- 12 cá tính lên đường xuyên Việt
- 30 phút với nhạc sĩ
- 40 độ C
- 60 phút rực rỡ
- 361 độ khỏe đẹp
- 365 ngày vui
- 365biz
- 1001 chuyện tám
- Ảo thật
- Ảo thuật
- Ai cũng bật cười
- Ai rành 6 câu
- Ai tỏa sáng
- Alo Doctor
- Áo trắng đến trường
- Ăn vặt Miền Tây
- Ẩm thực cuối tuần
- Ẩm thực đường phố
- Ấn tượng Thái Lan
- Âm nhạc & bước nhảy
- Âm nhạc & cuộc sống
- Bác sĩ của mọi nhà
- Báo chí sự kiện
- Báu vật đại dương
- Bay bổng phương Nam
- Bàn tròn VTV9
- Bản tin an toàn giao thông
- Bản tin chứng khoán
- Bản tin cuối ngày
- Bản tin khuya
- Bản tin kinh tế
- Bản tin thời sự
- Bạn có tự tin trở thành người mẫu không
- Ba lô xoay – Đi một ngày đàng
- Bạn có bình thường ? – Are You Normal
- Bất động sản 24h
- Bếp quê
- Bí kíp để hạnh phúc
- Bí mật món ngon
- Bí mật người nổi tiếng
- Bí quyết phong cách
- Biệt đội tất tần tật
- Blog đối thoại
- Bốn phương kỳ cục án
- Bước chân Việt
- Camera 247
- Cà phê sáng
- Cà phê cười
- Cà phê tử tế
- Ca nhạc quốc tế
- Ca nhạc thiếu nhi
- Canh tác bền vững
- Cao ốc ảo diệu
- Cận cảnh
- Câu chuyện đời tôi
- Câu chuyện phái mạnh
- Câu chuyện từ cuộc sống[187]
- Câu chuyện ước mơ
- Câu chuyện văn hóa
- Câu lạc bộ phụ nữ
- Cẩm nang cuộc sống
- Cẩm nang đẹp & khỏe
- Cẩm nang gia đình
- Cẩm nang sức khỏe
- Câu chuyện âm nhạc
- Câu chuyện cuối tuần
- Câu chuyện cuộc đời
- Cây khỏe – nhà nông khỏe
- Cây thuốc quý quanh ta
- CEO Exchange[192]
- Chào buổi sáng
- Chat cùng ngôi sao
- Chat với ngôi sao
- Chăm sóc hậu COVID
- Chắp cánh ước mơ
- Chất lượng sống
- Chíp bông & Bi nhông
- Cho mùa bội thu
- Chống buôn lậu, hàng giả – Bảo vệ người tiêu dùng
- Chợ khéo cơm ngon
- Chung tay kết nối
- Chuyện Bác Ba Phi xưa và nay
- Chuyện của sao
- Chuyện cuối tuần
- Chuyện cũ dấu xưa
- Chuyện phố phường
- Chuyến xe sức khỏe
- Chuyển động đa chiều
- Chuyện chất lượng công trình xây dựng
- Chuyện của chúng em
- Chuyện đêm khuya
- Chuyện đời chuyện nghề
- Chuyện đời thường
- Chuyện gia đình vàng
- Chuyện không thể ngờ
- Chuyện thật như đùa
- Chuyện trần gian
- Chuyện từ những con đường
- Chứng khoán ảo
- Chương trình 6:00
- Chương trình 6:30
- Chương trình 11:30
- Chứng khoán cuối tuần
- Chương trình 18:30
- Cinema [193]
- Có yêu nói đi ngại gì
- Con đến từ hành tinh nào – Oh My Baby (Hàn Quốc)
- Con đường ánh sáng
- Con đường tri thức
- Con số vui nhộn – Attention à la marche
- Cơm ấm nhà mình
- Cùng lên tiếng [194]
- Cùng khỏe cùng đẹp
- Cuộc đua kỳ thú
- Cuộc sống – Góc nhìn
- Cuộc sống bốn phương
- Cuộc sống tôi yêu
- Cuộc sống tươi đẹp
- Cư dân phố thị
- Cười 10 thang thuốc bổ
- Cười để ngẫm
- Cười vui lắm
- Dạ khúc
- Dạo quanh thị trường
- Dấu ấn
- Dân ca Nam Bộ
- Dân ca nhạc cổ
- Dấu ấn tình người
- Diễn đàn làm đẹp
- Diễn đàn nhà và đất
- Diễn viên bá đạo
- Dinh dưỡng cho cuộc sống
- Dò sóng... cười
- Dọc đường đen trắng
- Doanh nghiệp cuối tuần
- Doanh nghiệp hôm nay
- Doanh nghiệp và thị trường
- Doanh nghiệp & thương hiệu
- Doanh nhân Việt[195]
- Dr You – Sức khỏe cho mọi nhà
- Du lịch
- Du lịch phương Nam
- Du lịch Việt
- Dự báo thời tiết
- Duyên phận
- Đàn ông nói
- Đặc sắc Phim VTV9
- Đất phương Nam
- Đấu giá ngược
- Đấu trường 100
- Đấu trường ẩm thực nhí
- Đệ nhất mưu sinh
- Đêm Sài Gòn
- Đi để trở về
- Đỉnh của đỉnh
- Đi tìm kho báu – Play 2 Win
- Đi Việt Nam đi
- Điểm đến cuối tuần
- Điều con muốn nói
- Điện ảnh cuối tuần
- Đố ba biết mẹ đang nghĩ gì?
- Đô thị thông minh
- Đối thoại
- Đồng hành cùng người lao động
- Đồng hành cùng VTV9
- Đồng thoại
- Đời đẹp lắm
- Đứa em thừa kế
- Gặp nhau để cười
- Ghét của nào trời cho của nấy
- Giải mã sắc đẹp
- Gia đình hết sảy
- Gia đình hoàn mỹ
- Gia đình hoàn mỹ (2)
- Gia đình hòa thuận
- Gia đình siêu nhân
- Giai điệu bí ẩn – Karaoke Showdown
- Giai điệu phương Nam
- Giai điệu tuổi thơ
- Giải mã sắc đẹp
- Giấc mơ điện ảnh
- Giờ rung chuông
- Giúp bé lớn khôn mỗi ngày
- Gõ cửa trái tim
- Góc khuất hôn nhân
- Góc nhìn đa chiều
- Góc nhìn tài chính
- Góc nhỏ Sài Gòn
- Gót hồng
- Gương mặt
- Gương mặt Người mẫu Việt Nam – The Face Vietnam
- Gương mặt Showbiz
- Gương mặt vàng
- Hãy xem tôi diễn
- Hành trình bất ngờ
- Hành trình tìm kiếm tổ nghề Việt Nam [196]
- Hạt giống tâm hồn
- Hát cho dân tôi nghe
- Hiến tài – Hái tiền
- Học làm cha mẹ
- Hoa đời thường
- Hóa đơn may mắn – Give me that bill/ 幸福账单，为你买单！
- Hoa hậu thám tử
- Hoa hậu Việt Nam
- Họ đã sống như thế
- Hoa hậu Việt Nam 2018
- Hòa điệu đất chín rồng
- Hoa khôi áo dài Việt Nam – Đường tới vương miện Hoa hậu thế giới
- Hộp vàng
- Hổng cần đàn ông
- Hồ sơ doanh nghiệp
- Hồ sơ tình án
- Hương tình yêu
- Hương vị sống
- Hương vị Việt
- Kẻ thứ 3
- Kết nối hàng Việt
- Kết nối miền Tây
- Khám phá
- Khám phá – Trải nghiệm du lịch Hàn Quốc
- Khám phá 30 phút
- Khám phá chữ Việt – BrainTeaser
- Khám phá miền Tây
- Khám phá phương Nam
- Khi các thánh xa nhà
- Khi mẹ ra tay
- Khỏe đẹp tế bào
- Khoảnh khắc miền thùy dương
- Khoảnh khắc vàng
- Không gian tôi yêu
- Không gian Việt
- Kiến trúc xây dựng
- Kim chi cà pháo
- Kinh tế
- Kinh tế kết nối
- Kinh tế số
- Kinh tế tài chính
- Kỳ án đời thường '
- Lắm người nhiều ma
- Lăng kính thời trang
- Lần đầu tôi kể
- Lập trình trái tim
- Lật tranh tìm chữ
- Lời xin lỗi diệu kỳ
- Luôn có cách để yêu thương
- Mắt nai
- Mẹ
- Mẹ tuyệt vời nhất
- Mẹo hay cho bạn
- Mekong dấu ấn con đường
- Miền đất phương Nam
- Miền Tây muôn nẻo chợ
- Miền Tây quê tôi
- Miền thùy dương cát trắng
- Món ngon Phương Nam
- Mỗi ngày một chuyện
- Mỗi tuần mỗi chuyện
- Một chuyến phiêu lưu
- Mỗi tuần 1 chuyện vui
- Một bước để chiến thắng
- Một giờ mỗi ngày
- Mơ đi
- Muôn màu cuộc sống
- Muôn màu Showbiz
- Mùa vàng bội thu
- MV của bạn
- Năng động Thành phố trẻ
- Năng động vùng đất phương Nam
- Năng lượng cho cuộc sống
- Nắng – Mưa
- Nâng tầm tôm Việt
- Nếu là bạn
- Ngân nga tại gia
- Nghe cầu vồng nói
- Nghĩ – Buồn – Cười
- Nghĩa tình phương Nam
- Ngon bá chấy
- Ngốc ơi là ngốc!
- Ngôi nhà teen ám
- Ngôi sao ca nhạc
- Ngôi sao thời trang
- Nguy cơ đầu tiên
- Người đẹp nhân ái
- Người đứng thẳng
- Người mẫu nhí – Model Kid Vietnam
- Người mẫu Việt Nam – Next Top Model
- Người Phương Nam
- Người thành phố
- Người tử tế
- Nha Trang biển gọi
- Nhà đất cuối tuần
- Nhà là nơi để về
- Nhà và Đất
- Nhạc phụ lắm chiêu
- Nhan sắc mới – Khởi đầu mới
- Nhà thiết kế tương lai nhí
- Nhảy cùng âm nhạc bước nhảy
- Nhật ký hành trình
- Nhịp cầu nhân ái
- Nhịp điệu Teen
- Nhịp điệu trẻ
- Nhịp Sài Gòn
- Nhịp sống
- Nhìn ra thế giới
- Nói không với thực phẩm bẩm
- Như chia hề có cuộc chia ly
- Những bản tình ca
- Những cô cậu ô mai
- Những cô nàng rắc rối
- Những giấc mơ hồng
- Những nẻo đường quê hương
- Những bông hoa trên tuyến lửa
- Những câu chuyện đời thường
- Những cung bậc cảm xúc
- Những gương mặt âm nhạc
- Những miền đất kỳ thú
- Những tình khúc bất hủ
- Những trái tim nhảy nhót [197]
- Những ước mơ xanh
- Ninh Thuận xanh
- Nơi ta trưởng thành
- Nuôi trồng hiện đại
- Oan gia bùm chéo
- Olympic Series: Con đường tới vinh quang
- Ở nhà với ông Tám
- Phản ứng đầu tiên
- Phản ứng nhanh
- Phim điện ảnh nước ngoài
- Phong cách đàn ông
- Phong cách phái đẹp
- Phong cách trẻ[ghi chú 24]
- Phong cách trẻ
- Phóng sự
- Phóng sự điều tra
- Phổ biến kiến thức
- Phút tám 9
- Phụ nữ & cuộc sống
- Phù thủy hạt đậu
- Quà tặng cuộc sống
- Quà tặng tình yêu
- Quả cầu thông thái
- Quán trọ ven đường
- Quẳng gánh lo đi
- Quốc phòng toàn dân
- Ra đồng
- Rong ruổi đất Phương Nam
- Rung chuông vàng
- Sài Gòn – TPHCM xưa và nay
- Sài Gòn đêm thứ 7
- Sàn đấu danh hài
- Sân khấu hài
- Sao Việt toàn năng – Soapstar Superstar [198]
- Sáng phương Nam
- Sáng phương Nam cuối tuần
- Sắc màu âm nhạc
- Sắc màu văn hóa
- Sắc màu VTV9
- Sân khấu thiếu nhi
- Siêu mẫu nhí
- Siêu nhân Xanh – Vì môi trường xanh
- Siêu sao mờ ám
- Siêu thần tượng nhí
- Siêu thị việc làm
- Sợi dây tình yêu
- Sol vàng
- Sóc nâu kể chuyện
- Sống có chất
- Sống đẹp
- Sống đẹp (2), 2020-2021
- Sống khỏe
- Sống khỏe sống vui
- Sống ở Sài Gòn
- Sống với thiên nhiên
- Sứ mệnh của cuộc đời
- Sứ mệnh đàn ông
- Sức khỏe cộng đồng
- Sức khỏe là vàng
- Sức khỏe trong tầm tay
- Sức sống đồng bằng
- Tam nông
- Tài chính tiêu dùng
- Tài năng DJ
- Tạp chí du lịch
- Tạp chí nông nghiệp
- Tạp chí sống đẹp
- Tạp chí thể thao
- Tạp chí tiêu dùng
- Tạp chí thiếu nhi
- Tạp chí tiêu dùng
- Tăng trưởng xanh
- Tấm thẻ sẻ chia
- Thanh xuân gia đình
- Thắp sáng niềm tin
- Thăng hoa cùng âm nhạc
- Thẩm mỹ gia đình
- Thẩm mỹ văn minh
- Thần tượng âm nhạc Việt Nam
- Thần tượng đột kích – MTV School Attack
- Thầy thuốc của bạn
- Theo dấu thần tượng
- Thế giới cập nhật
- Thế giới hôm nay
- Thế giới muôn màu
- Thế giới nghề nghiệp
- Thế giới nhà đất
- Thế giới nhà và đất
- Thế giới quanh ta
- Thế giới số
- Thế giới thể thao
- Thế giới Zoom
- Thêm niềm mơ ước
- Thị trường 24G
- Thông điệp Trường Sa
- Thông tin thương mại và đầu tư
- Thời sự Bình luận
- Thời trang & cuộc sống
- Thời trang phong cách trẻ
- Thời trang và đam mê
- Thủy sản & hội nhập
- Thuận vợ thuận chồng[199]
- Thuốc Việt tại sao không
- Thực phẩm và sức khỏe
- Tiếng hát người chiến sĩ
- Tiếng tơ đồng
- Tiết kiệm điện
- Tiêu dùng thông minh
- Tiêu điểm thị trường
- Tiếp sức những ước mơ
- Tiệm bánh hoàng tử bé
- Tin 9 sao
- Tin Headline
- Tin khó tin
- Tin nhanh – 24h News
- Tin tức cuối ngày
- Tin tức
- Tinh hoa nghề Việt
- Tinh hoa nhạc Việt
- Tìm kiếm tài năng Anh Quốc
- Tình khúc vượt thời gian
- Tỏa sáng bất ngờ
- Toàn cảnh 24h
- Toàn cảnh thị trường
- Tôi đẹp
- Tôi là Hoa hậu Hoàn vũ Việt Nam
- Tôi là nông dân
- Tôi là nông dân Việt
- Tôi làm được...
- Tôi làm ngôi sao
- Tôi người Việt Nam
- Tôi tỏa sáng
- Tôi yêu biển
- Tổ ấm lạ kỳ
- Trai đẹp vào bếp
- Tranh tài thể thao
- Trầm hương – Văn hóa tâm linh người Việt
- Trẻ em luôn đúng
- Trên bến dưới thuyền
- Trò chuyện sao
- Tùy cơ ứng biến
- Tuổi trẻ & sáng tạo
- Tư vấn mùa thi
- Tư vấn sức khỏe
- Từ biên cương đến hải đảo
- Ú òa
- Vàng son muôn thuở
- Văn học nghệ thuật
- Văn hóa xã hội cuối tuần
- Văn minh giao thông
- Vấn đề xã hội
- Về đất phương Nam
- Về miền gió cát
- Vị khách bí ẩn
- Video yêu thích
- Việt Nam danh lam cổ tự
- Việt Nam quê hương tôi
- Vitamin Cuời
- Vì bình yên cuộc sống
- Vì nền nông nghiệp bền vững
- Vì nhân dân quên mình
- Vì sức khỏe người tiêu dùng
- Video yêu thích
- Vòng quay lốc xoáy
- Vợ tôi là số 1
- VTV9 kết nối
- VTV9 – Lan tỏa yêu thương
- Vua tóc Việt Nam
- Vượt lên số phận
- Vượt thời gian
- Vươn tới tương lai
- We Will Debut – Dự án Thần tượng
- Xả Stress
- Xe và phong cách
- Xem VTV9 trúng quà
- Xi nê mê
- Xiếc Việt Nam
- Xóm chung cư
- Xóm trọ nghệ sĩ
- Xoay cùng trái bóng
- X–Show
- Xuân yêu thương
- Xúc tiến thương mại
- Y khoa hiện đại
- Ý nghĩa của tình yêu
- Y tế +
- Y tế & sức khỏe

## VTV Cần Thơ

### Đang phát sóng
- Áo trắng ngời sáng tương lai
- Bản tin An ninh trật tự
- Bản tin nông nghiệp
- Bản tình ca dĩ vãng
- Biến đổi khí hậu
- Ca nhạc
- Chat cùng thần tượng
- Chuyện Bác Ba Phi
- Chuyện cũ dấu xưa
- Chuyện ở trường quay
- Dân ca nhạc cổ
- Địa danh và sự tích
- Đất khỏe - Cây trồng khỏe
- Đối thoại
- Hồ sơ tình án
- Hương tình yêu
- Kết nối thể thao tuần
- Kết nối VTV Cần Thơ
- Kết nối y tế
- Kết nối yêu thương
- Khám phá phương Nam
- Kinh tế đồng bằng
- Ký sự
- Ký ức Miền Tây
- Lời của cây
- Lời xin lỗi diệu kỳ
- Nhịp cầu nông nghiệp
- Nông nghiệp 4.0
- Mẹo hay cho bạn
- Miền Tây hôm nay
- Miền Tây năng động
- Miền Tây những điểm đến
- Món ngon phương Nam
- Phim tài liệu
- Phim truyện
- Phóng sự
- Quốc phòng toàn dân Quân khu 9
- Sản vật phương Nam
- Sân khấu - Cải lương
- Thế giới quanh ta
- Thể thao
- Thời sự
- Thương nhớ miền Tây
- Tiểu phẩm hài
- Tiếng tơ đồng
- Từ quê ra thành
- Về đất phương Nam
- Vì bình yên cuộc sống
- Vì nước vì dân
- X-Show
- Xổ số kiến thiết

### Từng phát sóng
- Bản tin thể thao
- Bước chân hai thế hệ
- Chào Buổi Sáng
- Câu chuyện nhà nông
- Hàng Việt tốt
- Hành trình cuộc sống
- Khi chồng tui vào bếp
- Khoẻ đẹp toàn diện
- La bàn khởi nghiệp
- Sàn đấu ngôi sao
- Thám tử kể chuyện